# Guido de Marco
Guido de Marco, malteški politik, * 22. julij 1931, † 12. avgust 2010.
Med letoma 1999 in 2004 je bil predsednik Malte.

## Odlikovanja in nagrade
Leta 2002 je prejel zlati častni znak svobode Republike Slovenije z naslednjo utemeljitvijo: »za zasluge pri utrjevanju prijateljskih meddržavnih odnosov med Republiko Slovenijo in Republiko Malto«.